# Flo Rida
Flo Rida, artistnamn för Tramar Dillard, född 16 september 1979 i Carol City, Miami-Dade County, Florida, är en amerikansk rappare-, hiphop-artist och låtskrivare. Han fick sitt stora genombrott år 2008 med låtarna Elevator (tillsammans med Timbaland) och Low som var list-etta i tio veckor. 18 mars samma år släppte han sitt debutalbum, Mail on Sunday. Han uppträdde på Voice '08 och även en radiointervju den 20 april 2009 i radioprogrammet VAKNA! med The Voice. Han uppträdde även på Voice '10. Han har sålt över 80 miljoner skivor.
Han representerade San Marino (i en duett med Senhit) vid Eurovision Song Contest 2021 med låten "Adrenalina".

## Diskografi

### Studioalbum
| År   | Titel                                                         | Listpositioner | Listpositioner | Listpositioner | Listpositioner | Listpositioner | Certifiering                                   |
| År   | Titel                                                         | US             | US Rap         | US R&B         | UK             | GER            | Certifiering                                   |
| ---- | ------------------------------------------------------------- | -------------- | -------------- | -------------- | -------------- | -------------- | ---------------------------------------------- |
| 2007 | Low EP - Släppt: November 2007                                | -              | -              | -              | -              | -              |                                                |
| 2008 | Mail on Sunday - Släppt: 18 mars 2008 - Format: CD            | 4              | 2              | 3              | 29             | 50             | RIAA-certifiering:TBA Sålda ex. i USA: 284.663 |
| 2009 | R.O.O.T.S. - Släppt: 31 mars 2009 - Format: CD                | 8              | 3              | 6              | 5              | 21             |                                                |
| 2010 | Only One Flo (Part 1) - Släppt: 24 november 2010 - Format: CD | 107            | 11             | 21             | 179            | -              |                                                |
| 2012 | Wild Ones - Släppt: 3 juli 2012 - Format: CD                  | 14             | 2              | -              | 8              | 16             |                                                |

### Mixtapes
| År   | Titel                        |
| ---- | ---------------------------- |
| 2007 | Mr. Birthday Man (DJ Khaled) |

### Singlar
| År   | Singel                                      | Listpositioner | Listpositioner | Listpositioner | Listpositioner | Listpositioner | Listpositioner | Listpositioner | Listpositioner | Listpositioner | Listpositioner | Listpositioner | Listpositioner |  | Album                 |
| År   | Singel                                      | US Hot 100     | US R&B         | US Rap         | Pop 100        | CAN            | UK             | GER            | UWC            |                | AUS            | NZ             | EURO           |  | Album                 |
| ---- | ------------------------------------------- | -------------- | -------------- | -------------- | -------------- | -------------- | -------------- | -------------- | -------------- | -------------- | -------------- | -------------- | -------------- |  | --------------------- |
| 2007 | "Low" (feat. T-Pain)                        | 1              | 9              | 1              | 1              | 1              | 2              | 13             | 3              |                | 1              | 1              | 3              |  | Mail on Sunday        |
| 2008 | "Elevator" (feat. Timbaland)                | 16             | 52             | 10             | 21             | 10             | 20             | 34             | 30             |                | 13             | 10             | 46             |  | Mail on Sunday        |
| 2008 | "In the Ayer" (feat. will.i.am)             | 9              | -              | 16             | 12             | 13             | 29             | 50             | -              |                | 19             | 9              | 72             |  | Mail on Sunday        |
| 2009 | "Right Round" (feat. Kesha)                 | 1              | 63             | 3              | 1              | 1              | 1              | 4              | 1              |                | 1              | 2              | 2              |  | R.O.O.T.S.            |
| 2009 | "Sugar" (feat. Wynter Gordon)               | 5              | 100            | 10             | 8              | 8              | 18             | 37             | 10             |                | 20             | 2              | 19             |  | R.O.O.T.S.            |
| 2009 | "Jump" (feat. Nelly Furtado)                | 54             | -              | -              | 35             | 32             | 21             | 27             | -              |                | 18             | 33             | -              |  | R.O.O.T.S.            |
| 2009 | "Be on You" (feat. Ne-Yo)                   | 19             | -              | 6              | 18             | 61             | 51             | -              | -              |                | -              | -              | -              |  | R.O.O.T.S.            |
| 2010 | "Club Can't Handle Me" (feat. David Guetta) | 9              | -              | 12             | 7              | 4              | 1              | 4              | 4              |                | 3              | 3              | 4              |  | Only One Flo (Part 1) |
| 2010 | "Turn Around (5, 4, 3, 2, 1)"               | 98             | -              | -              | -              | 46             | 41             | 8              | -              |                | 12             | 33             | -              |  | Only One Flo (Part 1) |
| 2011 | "Who Dat Girl" (feat. Akon)                 | 29             | 65             | -              | 23             | 46             | 16             | -              | -              |                | 10             | -              | -              |  | Only One Flo (Part 1) |
| 2011 | "Good Feeling"                              | 3              | 80             | 8              | 1              | 2              | 1              | 1              | 1              |                | 4              | 5              | -              |  | Wild Ones             |
| 2011 | "Wild Ones" (feat. Sia Furler)              | 5              | 82             | 8              | 2              | 1              | 4              | 6              | 3              |                | 1              | 1              | -              |  | Wild Ones             |
| 2012 | "Whistle"                                   | 1              | -              | 2              | 1              | 1              | 2              | 2              | 1              |                | 1              | 1              | -              |  | Wild Ones             |
| 2012 | "I Cry"                                     | 8              | -              | 1              | 7              | 9              | 3              | 10             | 8              |                | 3              | 4              | -              |  | Wild Ones             |
| 2012 | "Let It Roll"                               | -              | -              | -              | -              | 23             | 17             | 24             | -              |                | 7              | 18             | -              |  | Wild Ones             |
| 2015 | "I Don't Like it, I Love it"                | 43             | 10             | 10             | -              | 30             | 7              | 19             | -              |                | 17             | 8              | -              |  | My House              |
| 2015 | "My House"                                  | 46             | 23             | 12             | -              | 24             | 23             | 23             | -              |                | 12             | 34             |                |  | My House              |

### Som gästartist
| År   | Låt                                                               | Listpositioner | Listpositioner | Listpositioner | Listpositioner       | Album           |
| År   | Låt                                                               | U.S. Hot 100   | U.S. R&B       | U.S. Rap       | U.S. Dance Club Play | Album           |
| ---- | ----------------------------------------------------------------- | -------------- | -------------- | -------------- | -------------------- | --------------- |
| 2006 | "Bitch I'm From Dade County" (DJ Khaled feat. Flo Rida & Various) | -              | -              | -              | -                    | We The Best     |
| 2008 | "Just Know Dat" (Brisco feat. Flo Rida & Lil Wayne)               | -              | -              | -              | -                    | Street Medicine |
| 2008 | "We Break the Dawn" (Michelle Williams feat. Flo Rida)            | -              | -              | -              | 20                   | Unexpected      |